# GoldSrc
GoldSrc (такође познат као и Goldsource) је покретач видео игара коришћен од стране Valve Corporation. Он је веома модификовани Quake покретач који је дебитовао са њиховим издавањем видео игре базиране на научној фантастици и пуцачине из првог лица - Half-Life. Покретач се такође користи и за наредне наслове издате од стране Valve-а, укључујући Half-Life<meta />-ове експанзије, Day of Defeat, и велики број Counter-Strike серије.
GoldSrc је на крају наследио Source покретач са изласком Counter-Strike: Source и Half-Life 2 2004. године.

## Развој
Основа GoldSrc покретача је покретач који је коришћен за видео игру Quake, са великим промена и модификацијама од стране Valve корпорације, у то време познате као Valve Software. Док је покретач служио као основа за GoldSrc, Gabe Newell је изјавио да је највећи део кода који се користи написан од стране Valve-а, и да није преузет од Quake. GoldSrc систем вештачке интелигенције, на пример, је у суштини направљен од "огреботина" (малих делова оригиналног кода). Покретач такође користи кодове осталих наслова Quake серије, укључујућиQuake World, и Quake II, али је ово поновно коришћење минимално у односу на оригинални Quake. 1997. године, Valve запошљава Бен Мориса и добија "Worldcraft", алатку за креирање Quake мапа. Алатка је касније променила назив у "Valve Hammer Editor" и тако је постала оригинална алатка за мапирање унутар GoldSrc покретача.
Пре самог стварања Source покретача, GoldSrc покретач није имао прави назив већ је једноставно називан "Half-Life покретач". Када је Source направљен, Valve је развио код софтвера од Half-Life покретача да направи Source покретач. Ово је створило две главне гране покретача, свака за различиту употребу. Једна је названа "GoldSrc", док је друга названа "Src". Свака игра која је користила прву варијанту покретача сматрала се "Goldsource" у циљу разликовања две гране. Коначно, то је постало нешто као "надимак" за покретач и усвојен је као службени назив.
Valve корпорација издала је верзије GoldSrc покретача за OS X и Linux 2013. године, на крају је уследило портовање свих својих наслова на покретач за те платформе до краја године.

## Игре које користе GoldSrc покретач

### Half-Lifeсерија
Half-Life је био први наступ GoldSrc покретача и корпорације Valve. Кренуло је тако што је игра добила много позитивних оцена, преко педесет награда за видео игру године. Игру је пратило објављивање три експанзије, Half-Life: Opposing Force Half-Life: Blue Shift  и Half Life: Decay, обе су радиле са GoldSrc покретачем и биле су креиране од стране Gearbox Software. Half-Life: Decay, једна експанзија Half-Life-а која је издата само за PlayStation 2, 2001. године уз Half-Life-ов први наступ на тој платформи. За разлику од других видео игара те серије, она никада није добила верзију за Windows и била је финална итерација Half-Life серије која је радила на GoldSrc, са доласком Half-Life 2 и свих наслова који су уследили са Source покретачем.

### Остали наслови Valve корпорације
Valve је издао велики број наслова помоћу GoldSrc покретача, многе од њих су биле оригиналне корисничке модификације направљене од Half-Life-а. Team Fortress Classic, издато званично од стране Valve корпорације 1999. године, бил је прва таква игра (базирана на старом Quake моду, (Team Fortress). Counter-Strike, Ricochet, и Day of Defeat су такође биле оригиналне модификације, са правима које је откупио Valve. Counter-Strike је израстао у сопствену серију изласком Counter-Strike: Condition Zero 2004. године, и затим Counter-Strike: Source која је радила на Source покретачу, наредне игре ове серије су користиле GoldSrc. Counter-Strike Neo и Counter-Strike Online, издате су 2005. и 2008. године, користећи GoldSrc као основу, упркос развоју Source покретача који је био завршен и већ имао прве верзије.

### Наслови и модификације треће стране
GoldSrc покретач је такође коришћен за велики број различитих наслова и модификација које нису директно издате од стране Valve корпорације. Rewolf Software користи покретач за њихову игру Gunman Chronicles 2000. године, и James Bond 007: Nightfire који је развијен од стране Gearbox Software користећи модификовану верзију GoldSrc покретача 2002. године
Незванично, модификација саме заједнице - GoldSrc је такође направљена. Неки од значајних наслова су Natural Selection, Cry of Fear и Sven Co-op , као и сами наслови Valve-а -Team Fortress Classic, Counter-Strike, и Day of Defeat који су базирани на истој модификацији GoldSrc покретача.